# 3011 Chongqing
3011 Chongqing è un asteroide della fascia principale. Scoperto nel 1978, presenta un'orbita caratterizzata da un semiasse maggiore pari a 3,2015265 UA e da un'eccentricità di 0,2013035, inclinata di 6,21686° rispetto all'eclittica.
L'asteroide è intitolato alla città cinese di Chongqing.